# Philippe Guillois
Pour les articles homonymes, voir Guillois.
Philippe Guillois est un homme politique français, député en 1791-1792, né et décédé à une date inconnue.

## Biographie
Ingénieur des bâtiments civils de la marine à Lorient, où l'un de ses oncles fut pendant longtemps architecte et entrepreneur des travaux de la Compagnie des Indes, il est nommé ingénieur de la ville en 1778.
En 1789, il est l'un des commissaires chargés de la rédaction du cahier de doléances de la sénéchaussée d'Hennebont, puis l'un des électeurs de Lorient délégués à l'assemblée de cette sénéchaussée et est nommé membre du bureau de correspondance.
Commissaire général de la légion des jeunes citoyens et président du club des amis de la Constitution de Lorient, nommé procureur de la commune de Lorient le 24 juillet 1791, il est député de 1791 à 1792, siégeant dans la majorité.